# Cistanche phelypaea
Cistanche phelypaea,  anomenada frare groc a Alacant, és una espècie de planta paràsita de la família Orobancàcies. Amb un ampli rang de distribució que va de la Península Aràbiga o els deserts de Síria a l’est, a través del Sàhara, Xipre, Creta o el sud de la península Ibèrica fins a la regió Macaronèsica a l’oest.

## Descripció
Cistanche phelypaea és una planta paràsita obligada (parasita a algunes espècies de quenopodiàcies arbustives), sense clorofil·la, amb unes tiges florals carnoses i robustes, d’entre dos o tres pams d’alçada, generalment engruixides a la base. La tija és glabra i de groc a gris porpra. Les fulles són ovato-lanceolades, obtuses, glabres i normalment de color marró. La inflorescència és densa, més o menys cilíndrica, amb flors àmpliament campanulades, corbades, de color groc brillant.

## Distribució i  hàbitat
Cistanche phelypaea habita sobre terrenys desèrtics, sorrencs, sobretot si són una mica salins, prop de la costa, encara que pot arribar a viure a l’interior fins a llocs per sobre dels 600 m. d’altitud. Des de l’Orient Mitjà, Nord d’Àfrica i les illes macaronèsiques arriba fins al sud i a l’oest de la península ibèrica (Andalusia, Extremadura, Múrcia, Portugal i excepcionalment a Pontevedra).
Als Països Catalans ha estat citada al sud, a les comarques de l'Alacantí, el Baix Vinalopó i el Baix Segura.

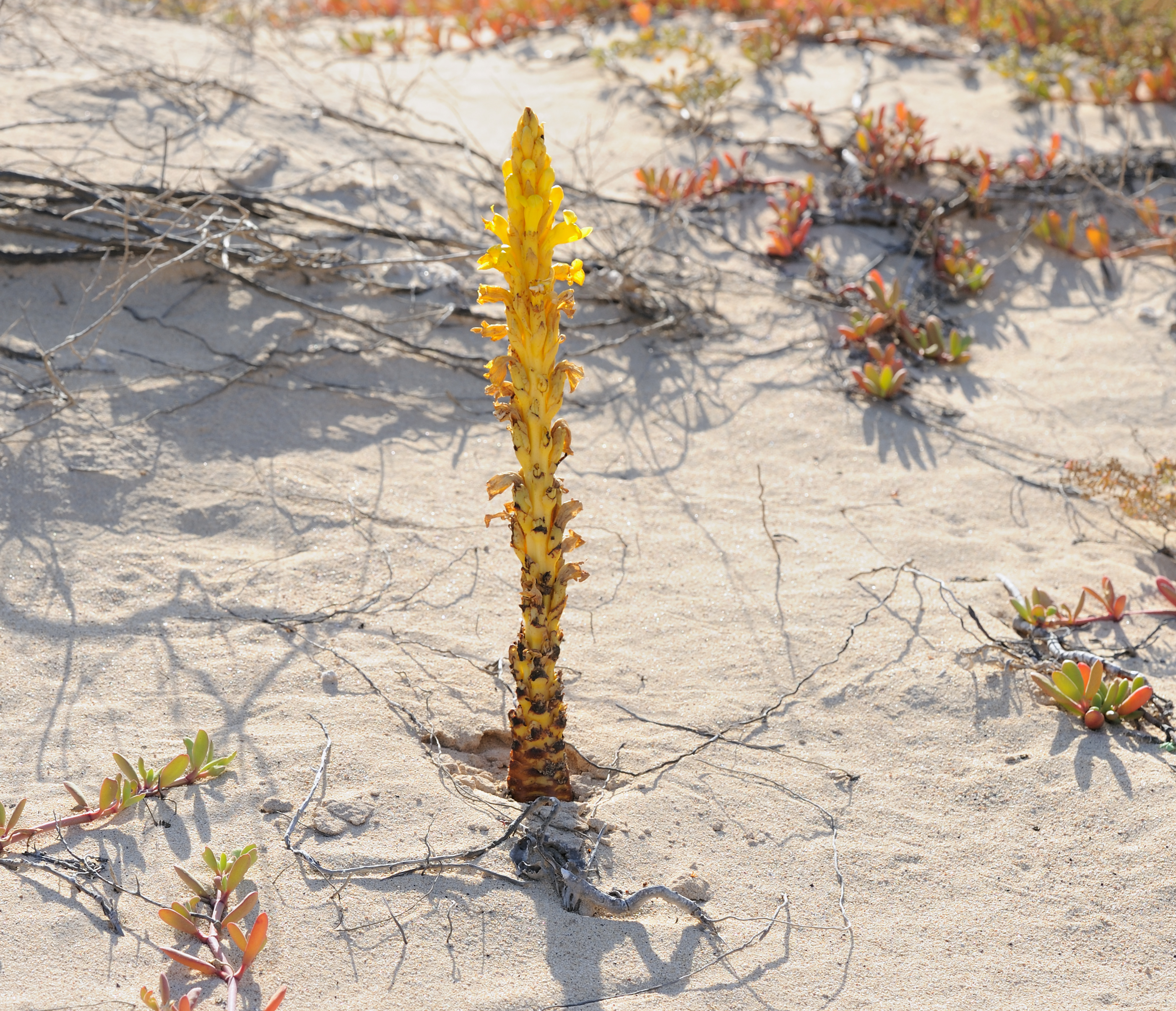
Aspecte general de la planta
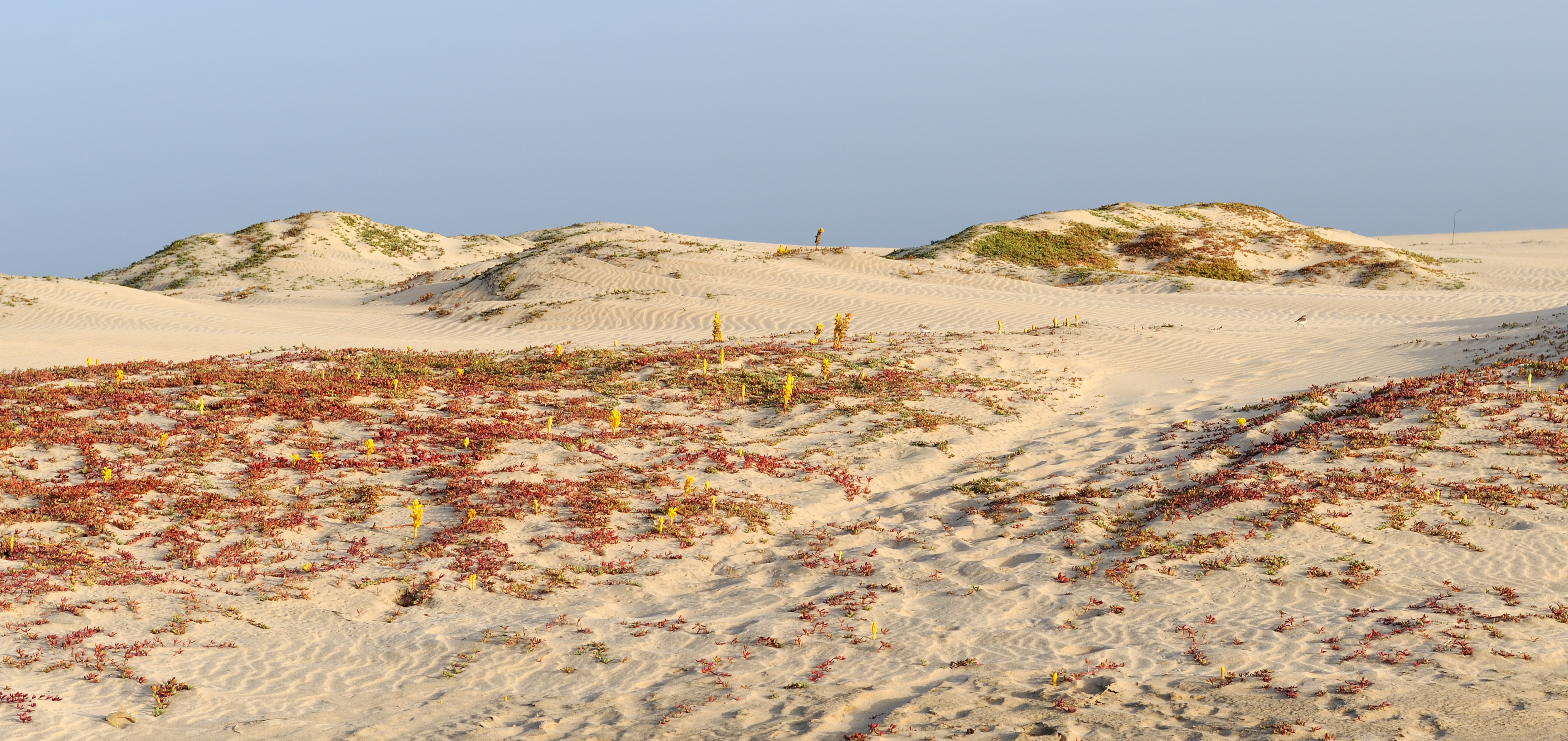
C.phelypaea al Cap Verd (si us hi fixeu, per sobre la taca vermella hi ha dos corriols camanegre)
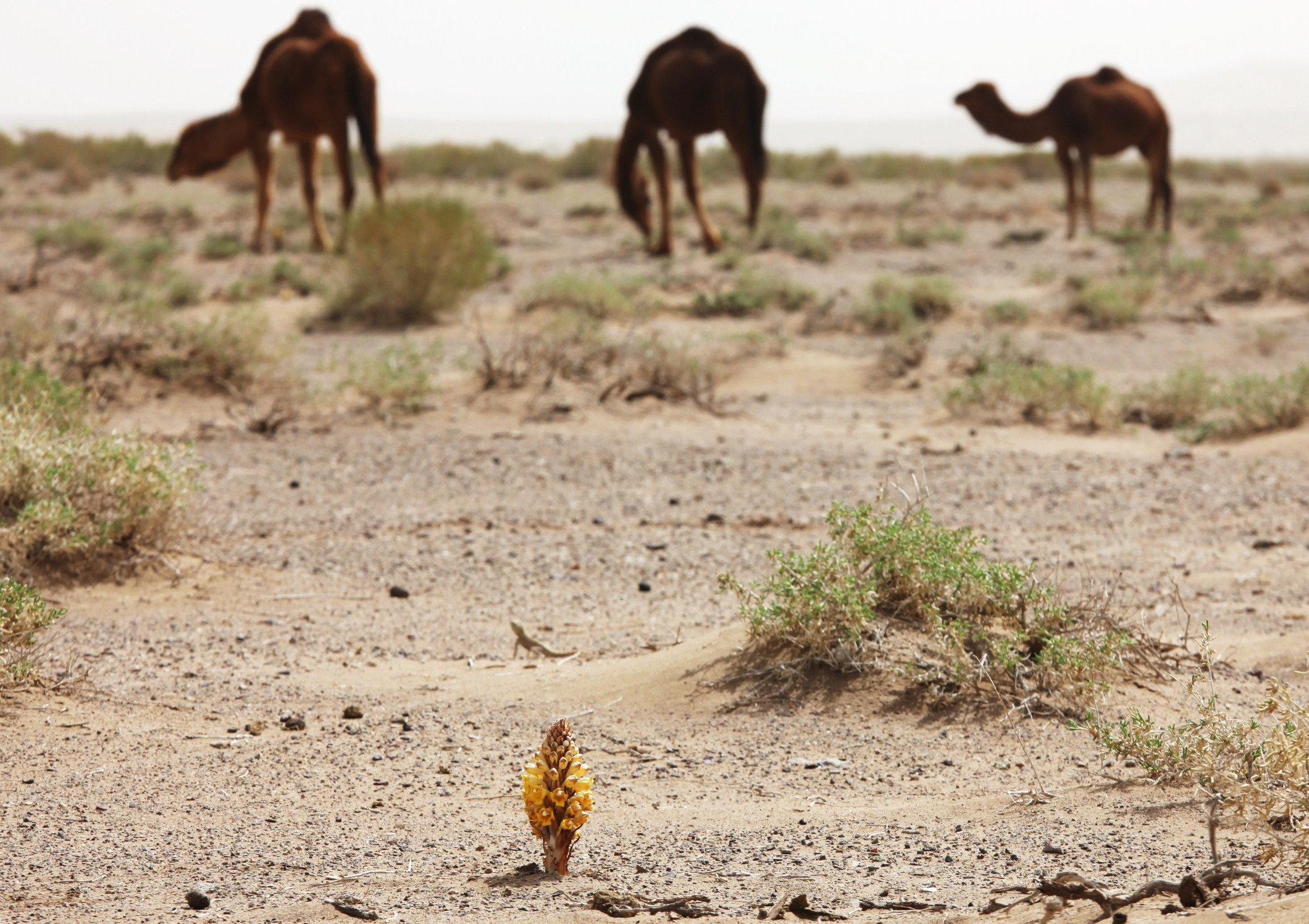
C.phelypaea a l'Iran(si us hi fixeu, darrera hi ha tres dromedaris i un llargandaix)
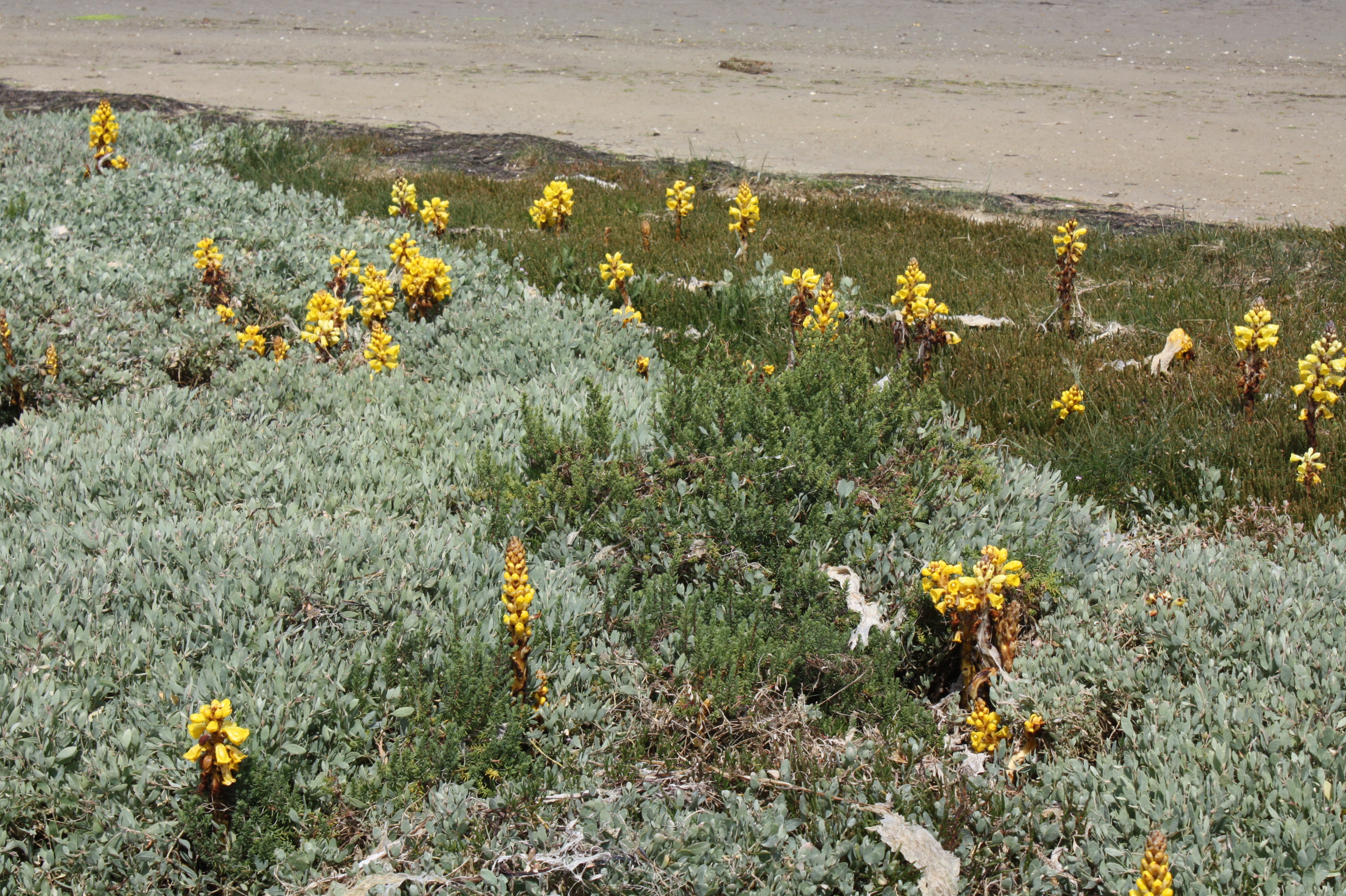
C.phelypaea a O Grove (Pontevedra)